# Gasa (distriktshuvudort)
Gasa är en distriktshuvudort i Bhutan. Den ligger i distriktet Gasa, i den nordvästra delen av landet, 50 kilometer norr om huvudstaden Thimphu. Gasa ligger 2 761 meter över havet och antalet invånare är 548.
Terrängen runt Gasa är huvudsakligen mycket bergig. Gasa ligger nere i en dal. Runt Gasa är det glesbefolkat, med 11 invånare per kvadratkilometer..
I omgivningarna runt Gasa växer i huvudsak blandskog.